# Sikandar Begum
Sikandar Begum, född 1817, död 1868, var regerande begum (drottning) av Bhopal i Indien. Hon var regent under sin dotter Shah Jahan Begums omyndighet 1844–1860, och ersatte sedan sin dotter som regerande som monark 1860–1868. Hon efterträddes av sin dotter.

## Biografi
Sikandar Begum var dotter till Nasir Muhammad Khan och drottning Qudsia Begum av Bhopal. Hennes mor besteg tronen 1819, och utropade samma år sin två år gamla dotter Sikandar till sin tronarvinge. Sikandar Begum försågs med en utbildning passande för en tronföljare. Hon gifte sig 1835 med Jahangir Muhammad Khan.
År 1837 abdikerade Qudsia Begum, men inte till förmån för sin dotter utan för sin svärson Jahangir Muhammad Khan. Hon blev 1838 mor till Shah Jahan Begum.
År 1844 avled Jahangir Muhammad Khan och efterträddes av sin sexåriga dotter Shah Jahan Begum. Sikandar Begum tog makten som regent under sin dotters minderårighet med brittiskt stöd. Hon stödde sin makt på britterna och beskrivs som probrittisk. Under sepoyupproret stödde hon britterna.
Efter sepoyupproret fick hon britternas stöd att avsätta sin dotter och själv gripa makten som regerande monark i eget namn. Hon gjorde en omtalad pilgrimsresa till Mecka och utgav en skildring av denna. Hon indelade staten i distrikt, lade grunden för ett skolsystem, grundade en flickskola, och införde ett rådgivande parlament.
Sikandar Begum var liksom sin mor muslim, men hon levde inte i purdah (könssegregering) och bar inte slöja; hon ägnade sig åt idrotter så som tigerjakt och fäktning, och inspekterade personligen armén, domstolarna, myntverket och skattkammaren, under en tid när muslimska kvinnor i Indien annars levde isolerade i harem.
Sikandar Begum avled 1868 och efterträddes av sin dotter.